# Gruchet-Saint-Siméon
Gruchet-Saint-Siméon – miejscowość i gmina we Francji, w regionie Normandia, w departamencie Sekwana Nadmorska.
Według danych na rok 1990 gminę zamieszkiwały 633 osoby, a gęstość zaludnienia wynosiła 241 osób/km² (wśród 1421 gmin Górnej Normandii Gruchet-Saint-Siméon plasuje się na 375. miejscu pod względem liczby ludności, natomiast pod względem powierzchni na miejscu 859.).